# The Rolling Stones, Now!
The Rolling Stones, Now! je album The Rolling Stonesa izdan početkom 1965. Album je izašao samo za američko tržište i sastoji se od sedam pjesama s albuma The Rolling Stones No. 2, koji nije izdan na američkom tržištu i par pjesama s nadolazeće britanske verzije albuma Out of Our Heads. 

## Popis pjesama
1. "Everybody Needs Somebody to Love" – 2:58
2. "Down Home Girl" – 4:12
3. "You Can't Catch Me" – 3:39
4. "Heart of Stone" – 2:49
5. "What a Shame" – 3:05
6. "I Need You Baby (Mona)" – 3:35
7. "Down the Road Apiece" – 2:55
8. "Off the Hook" – 2:34
9. "Pain in My Heart" – 2:12
10. "Oh Baby (We Got a Good Thing Goin')" – 2:08
11. "Little Red Rooster" – 3:05
12. "Surprise, Surprise" – 2:31

## Singlovi
- "Little Red Rooster"
- "Heart of Stone"

## Top ljestvice

### Album
| Godina | Ljestvica            | Pozicija |
| ------ | -------------------- | -------- |
| 1965.  | Billboard Pop Albumi | #5       |

### Singlovi
| Godina | Singl                | Ljestvica             | Pozicija |
| ------ | -------------------- | --------------------- | -------- |
| 1965.  | "Little Red Rooster" | UK Top 50 Singlova    | #1       |
| 1965.  | "Heart of Stone"     | The Billboard Hot 100 | #19      |

## Članovi sastava na albumu
- Mick Jagger - pjevač, usna harmonika, udaraljke
- Keith Richards - gitara, pjevač
- Brian Jones - gitara, pjevač
- Charlie Watts - bubnjevi, udaraljke
- Bill Wyman - bas-gitara, pjevač

## Vanjske poveznice
- allmusic.com - The Rolling Stones, Now!